# 永沢清之助
永沢 清之助（ながさわ せいのすけ、1855年（安政2年4月）- 1906年（明治39年）6月28日）は、明治時代の政治家、実業家、銀行家、大地主。貴族院多額納税者議員。

## 経歴
陸奥仙台藩領志田郡古川村（古川町、古川市を経て現大崎市）に生まれる。1889年（明治22年）古川町会議員に当選したのを皮切りに、志田郡会議員、宮城県農工銀行、同商業銀行、古川馬車鉄道各取締役などを歴任した。
1904年（明治37年）高橋徳右衛門の後を受けて宮城県多額納税者として貴族院議員に互選され、同年9月29日から務めたが、在任中に死去した。

## 親族
- 嗣子 永沢安之助（宮城商業銀行頭取）[4]